# Norm Smith

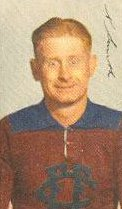

Norman Walter "Norm" Smith (21 de novembro de 1915 - 29 de julho de 1973) foi um notório jogador e treinador de futebol de regras autralianas.
Após 200 jogos como jogador no Melbourne e no Fitzroy, Smith iniciou uma carreira de treinador de vinte anos, incluindo uma passagem de quinze anos em Melbourne. Reconhecido como o pai do moderno treinador de futebol australiano, Smith treinou Melbourne para seis premierships e, em 1996, foi escolhido como treinador da Equipe do Século da AFL.